# The High End of Low
The High End of Low este cel de-al șaptelea album de studio al formației Marilyn Manson. Sean Beavan care a mixat albumele Antichrist Superstar, Mechanical Animals și Eat Me, Drink Me este co-producător la acest album cu Chris Vrenna. Albumul a fost lansat pe 25 mai 2009 în Marea Britanie și pe 26 mai în SUA. Prima melodie , Arma-Goddamn-Motherfuckin-Geddon a fost lansată pe 18 mai 2009. Era primul album al lui Manson după divorț, debutând pe locul 4 în Billboard, urcând pe locul 24, apoi pe 60 în a treia săptămână. Albumul a fost vândut în peste 200.000 de copii.

## Înregistrarea
Pe 29 noiembrie 2007 s-a reportat ca Manson plănuiește să înceapă lucrul la cel de-al șaptelea album. Pre-producția a început după sfârșitul turneului Rape of the World, pe 2 martie 2008. Jeordie "Twiggy Ramirez" White care a colaborat la multe proiecte cu Manson, a fost confirmat ca colaborator la acest album, pe langă el era posibil să mai contribuie Kerry King și James Iha. Albumul a fost înregistrat la studiourile Sage and Sound și prima melodie ,We're From America a fost disponibilă de download pe Marilyn Manson.com la 27 martie 2009.

## Recepție
Părerile erau împărțite, unele critici spuneau că era „diluat” și se repeta, iar alții că Manson este mult mai uman după divorț și că albumul este cel mai bun material de la Mechanical Animals. Multe reviste și ziare și-au dat părerea despre noul album a lui Manson (The Washington Post, Spin, Planet Sound, Los Angeles Times, Rolling Stone, Revolver Magazine). Albumula a debutat pe locul 4 în Billboard 200 cu vânzări de 49,000 de copii.

## Lista de melodii
- Devour
- Pretty as a Swastika
- Leave a Scar
- Four Rusted Horses
- Arma-Goddamn-Motherfuckin-Geddon
- Blank and White
- Running to the Edge of the World
- I Want to Kill You Like They Do In the Movies
- WOW
- Wight Spider
- Unkillable Monster
- We're From America
- I Have to Look Up Just to See Hell
- Into the Fire
- 15

### Ediția Deluxe Disc Bonus
- Arma-Goddamn-Motherfuckin-Geddon (remix)
- Leave a Scar (versiune alternativă)
- Running to the Edge of the World (versiune alternativă)
- Wight Spider
- Four Rusted Horses
- I Have to Look Up Just to See Hell

## Membrii
- Marilyn Manson
- Jeordie White (Twiggy)
- Chris Vrenna
- Ginger Fish